# 韋叡
韋叡（442年—520年9月20日），字懷文，京兆郡杜陵县（今陕西省西安市）人，出自京兆韦氏东眷，南梁將領。

## 生平
西漢丞相韋賢的後裔，祖父韋祖思隱居在長安南山。伯父韋祖征，劉宋末為光祿勳。韋叡早年任上庸郡太守，南齊末隨蕭衍起兵，“多建策，皆見用”。
天監四年（505年），督軍北伐，攻下北魏小峴城（今肥東縣），隨即進軍合肥。這時北魏將領楊靈胤率五萬人前來救援。韋叡引淝水灌城，大破魏兵，斬俘萬餘人。
天監五年（506年），解鍾離（今鳳陽縣臨淮關鎮）之圍，因功進為永昌縣侯，任右衛將軍。
普通元年（520年）夏，韋叡升侍中、車騎將軍，因患病沒有上任，八月甲子（520年9月20日），韋叡在家中去世，虚岁七十九，遗嘱办理丧事从简，用通行的服装收敛。梁武帝当天亲临痛哭非常哀痛，赐给钱十万、布二百匹、最高等级的东园秘器、朝服一具、衣一袭，丧事的费用由官府提供，又派遣中书舍人监护丧事。赠予韦叡侍中、车骑将军、开府仪同三司，谥号严。
史載韦叡仁民愛物，“士卒营幕未立，终不肯舍。井灶未成，亦不先食”，北魏人害怕韦叡，曾做歌谣说：“不怕女子一般的萧宏和姥姥一样的吕僧珍，就怕合肥有老虎一样的韦叡。”

## 家庭

### 兄弟
- 韦纂，南齐司徒记室、特进
- 韦阐，南齐通直郎

### 子女
- 韦放，南梁持节、都督北徐州诸军事、信武将军、北徐州刺史、永昌宜侯
- 韦正，南梁给事黄门侍郎
- 韦棱，南梁光禄卿
- 韦黯，南梁持节、轻车将军、都督城西面诸军事

## 评价
- 成海應：“宋、齊、梁三國，將材無如韋叡之賢，蓋其所稱一時之名將，皆無節制，徒憑武力，幸而得捷，雖宋之沈慶之柳元景之倫，皆長於料敵，故戰必勝，攻必取，然比之於叡，似不逮矣。觀叡晝接賓旅，夜筭軍書，撫其衆，常如不及，所至頓舍館宇藩牆，皆應準繩，此乃諸葛孔明治軍之法也。又當梁主方崇釋氏，士皆從風，獨叡不隨俗俯仰，深得大臣之道，此豈徒以將材論哉。”（『硏經齋全集續集』 10冊，史論，韋叡）
- 毛泽东嗜讀《南史·韦叡传》，批注處竟有二十五次之多，他在批阅时对韦叡称赞有加，如“將在前線”、“幹部需和”、“勞謙君子”[7]:137；“仁者必有勇”，“曹景宗不如韦睿远矣”，并且详细地勾出韦睿的优秀之处，如“躬自调查研究”、“机不可失”、“决心”、“以众击少”、“以少击众”、“敢以数万敌百万，有刘秀、周瑜之风”、“善守”、“不贪财”等等，並寫道：“我党干部应学韦睿作风。”[8]

## 延伸阅读
[在维基数据编辑]
 《梁書·卷12》，出自姚思廉《梁書》
 《南史·卷58》，出自李延壽《南史》